# マスダアンドパートナーズ
マスダアンドパートナーズ株式会社とは、増田宗昭の個人資産管理会社である。東京都渋谷区東一丁目32番12号渋谷プロパティー東急ビル11階 に本社を構える。代表取締役は増田宗昭。

## 沿革
- 1997年12月 - 株式会社蔦屋重三郎商店及び株式会社カルチュア・エンジニアリングを吸収合併[1]
- 2000年
  - 1月 - 株式会社ディレク・ティービーの株式をカルチュア・コンビニエンス・クラブから譲り受ける。
  - 12月 - 株式会社レントラックジャパンから日本レンタル・システム・サプライ株式会社を取得して子会社化。
  - 12月 - 子会社スパイラルスター株式会社が、カルチュア・パブリッシャーズ株式会社から株式会社蔦屋電子出版を取得して子会社化。
- 2002年
  - 1月31日 - 商号を株式会社ソウ・ツーからマスダアンドパートナーズ株式会社に変更。
  - 4月 - 新設する株式会社ソウ・ツーに対して不動産、投資及び飲食店経営に関する部門の営業を承継させる新設分割を実施[2]
  - 3月12日 - 本社所在地を東京都渋谷区に移転。
  - 7月 - 関連会社レントラックジャパンが新規上場
- 2003年
  - 11月 - 有限会社角川ビルシステムから株式会社デジキューブの株式を取得。
  - 12月 - 子会社スパイラルスター株式会社及び株式会社シー・エス・ホールディングスを吸収合併[3]。
- 2005年2月10日 - 子会社デジタルスケープが新規上場。
- 2005年11月 - 子会社デジタルハリウッドと関連会社デジタルスケープの株式をカルチュア・コンビニエンス・クラブに譲渡[4]。
- 2014年
  - 4月 - マスダアンドパートナーズ株式会社の新設分割により不動産投資その他の事業に関する権利義務を新設するマスダアンドパートナーズ株式会社に承継[5]
  - 4月 - マスダアンドパートナーズ株式会社がカルチュア・コンビニエンス・クラブ株式会社へ吸収合併[6]。

## カルチュア・コンビニエンス・クラブとの関係
2005年2月17日時点でカルチュア・コンビニエンス・クラブの株式の17.93％を有する第二位株主である。2005年11月25日には増田宗昭とともにカルチュア・コンビニエンス・クラブの第三者割当増資（1500000株、1株につき3510円）を引き受けている。
その後、2011年には増田がMBO目的で新設したMMホールディングスに株式を委譲している。

## 過去の投資先
- 楽天
- KADOKAWA
- ギャガ
- デジキューブ
- アイ・エム・ジェイ
- イマジカデジタルスケープ
- 株式会社フランチャイズアドバンテージ